# Toos Hagenaars
C.A.M. (Toos) Hagenaars-van Mierlo (Venlo, 24 augustus 1932) is een Nederlandse beeldhouwer en tekenaar.

## Leven en werk
Hagenaars studeerde van 1956 tot 1962 aan de Academie voor Industriële vormgeving en van 1983 tot 1984 aan de Academie Minerva in Groningen. Zij is actief als tekenares en beeldhouwster. Ze tekent vooral portretten, maar heeft ook bijvoorbeeld Curaçao, Suriname, China en Java als onderwerp.
Als beeldhouwer werkt Hagenaars bij haar grotere beelden vooral in brons, voor haar kleinere werken maakt ze ook gebruik van andere materialen. In de tijd dat Hagenaars met haar man in Curaçao woonde, maakte ze een beeld van Tula, leider van een slavenopstand in 1795. Plaatsing van het beeld lag gevoelig omdat ze Tula naakt had uitgebeeld.  Toen Hagenaars weer naar Nederland trok, heeft ze het beeld meegenomen. Het staat nu in de foyer van het Cultuurhuis De Klinker in Winschoten.
Hagenaars is lid van de Groninger kunstkring De Ploeg. In 1980 won zij de Publieksprijs Groningen Monumentaal met haar sculptuur Zoon van Tula. Het beeld bevindt zich voor het gemeentehuis van de gemeente Oldambt in Winschoten.

## Werken in de openbare ruimte
- Zoon van Tula (1980), Winschoten
- Wereldbeeld (1992), Menno van Coehoornplein, Delfzijl
- Beer (2000), Stationsstraat, Ermelo
- Vis (fontein) (2004) in Wedde
- Krinkiespijer of Kringetjesspuwer, Stadskanaal
- Tula, Winschoten
- Roos van Toos in het Rosarium in Winschoten

## Fotogalerij

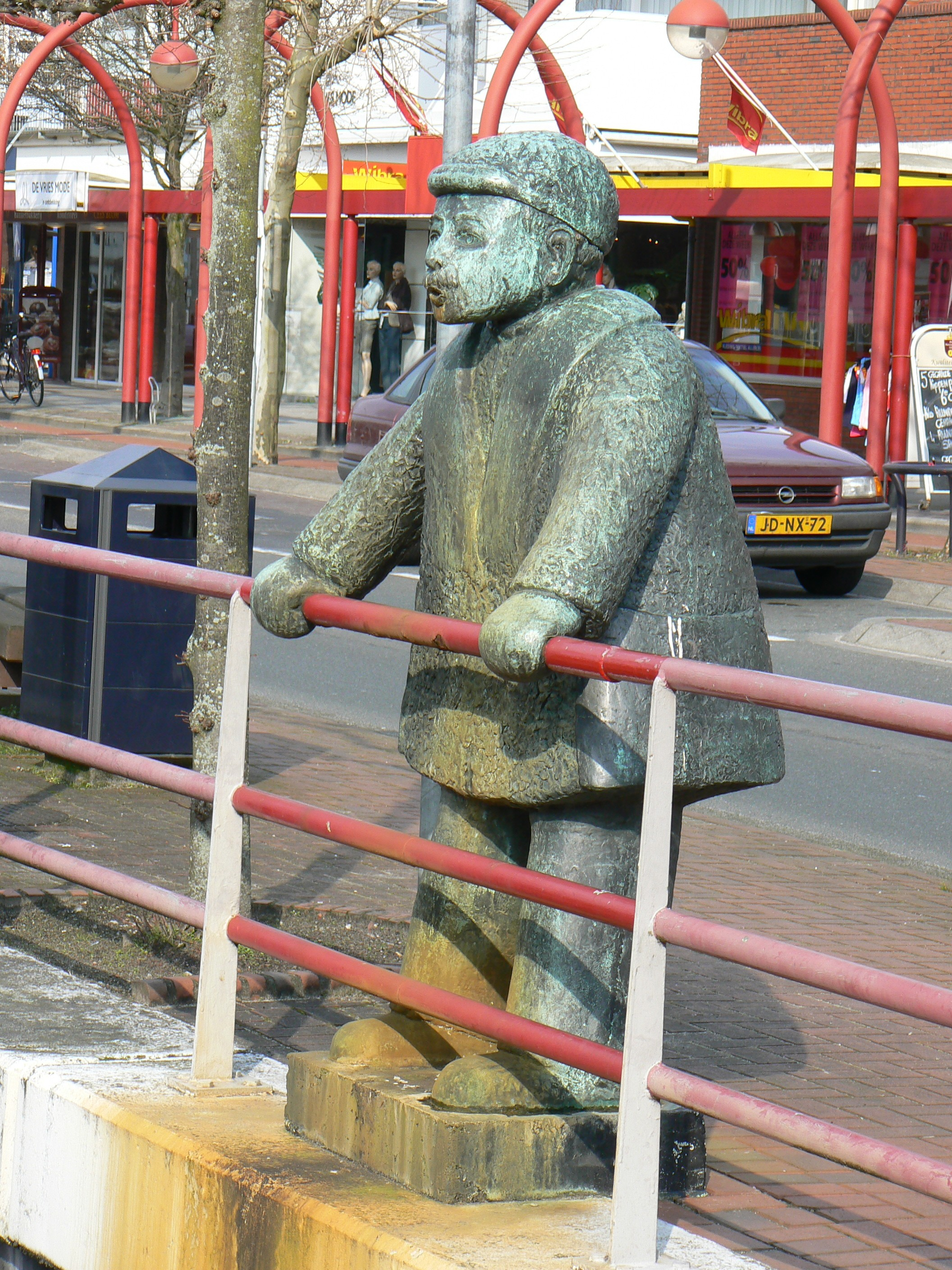
Krinkiespijer, Stadskanaal
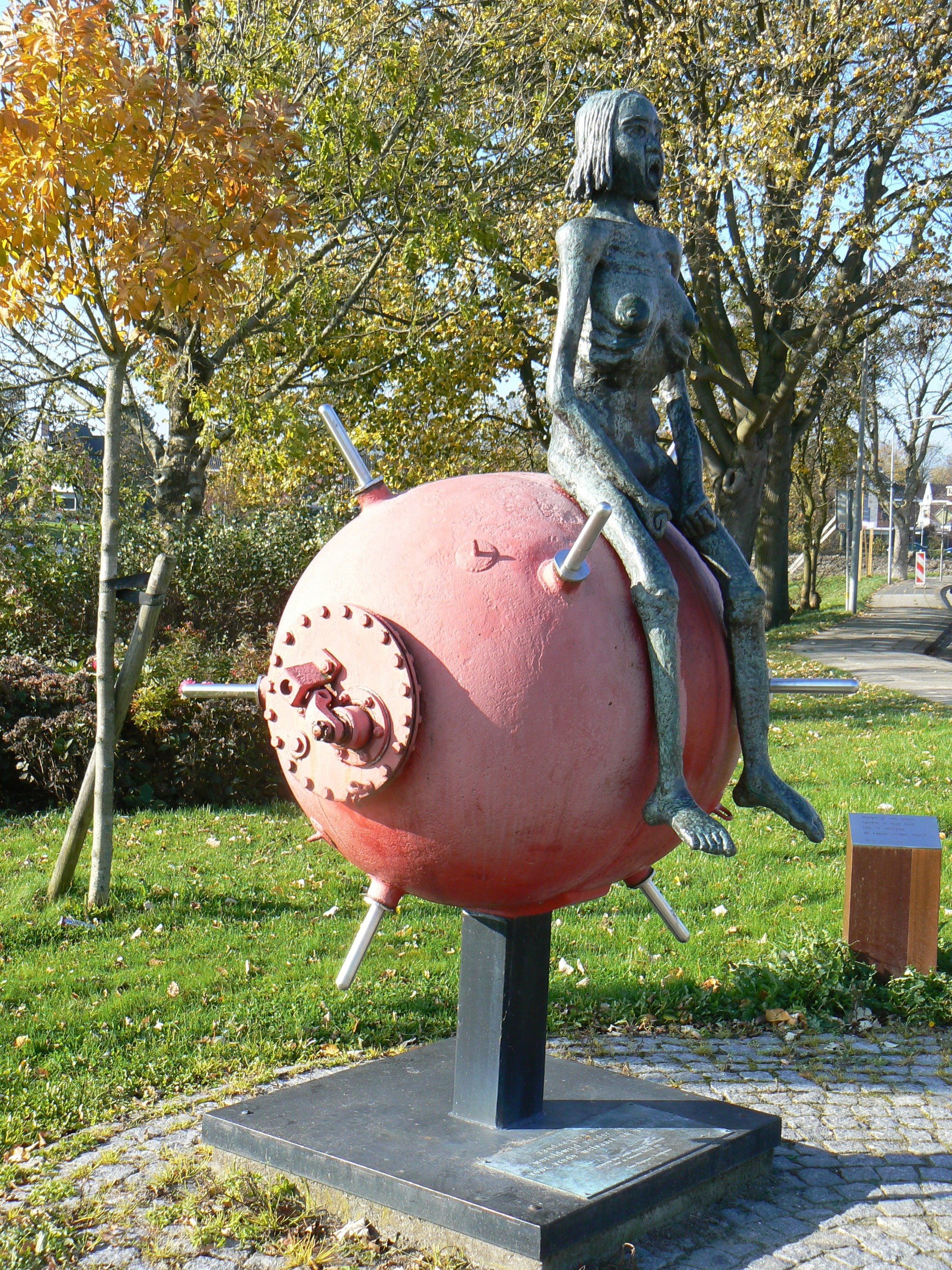
Wereldbeeld, Delfzijl
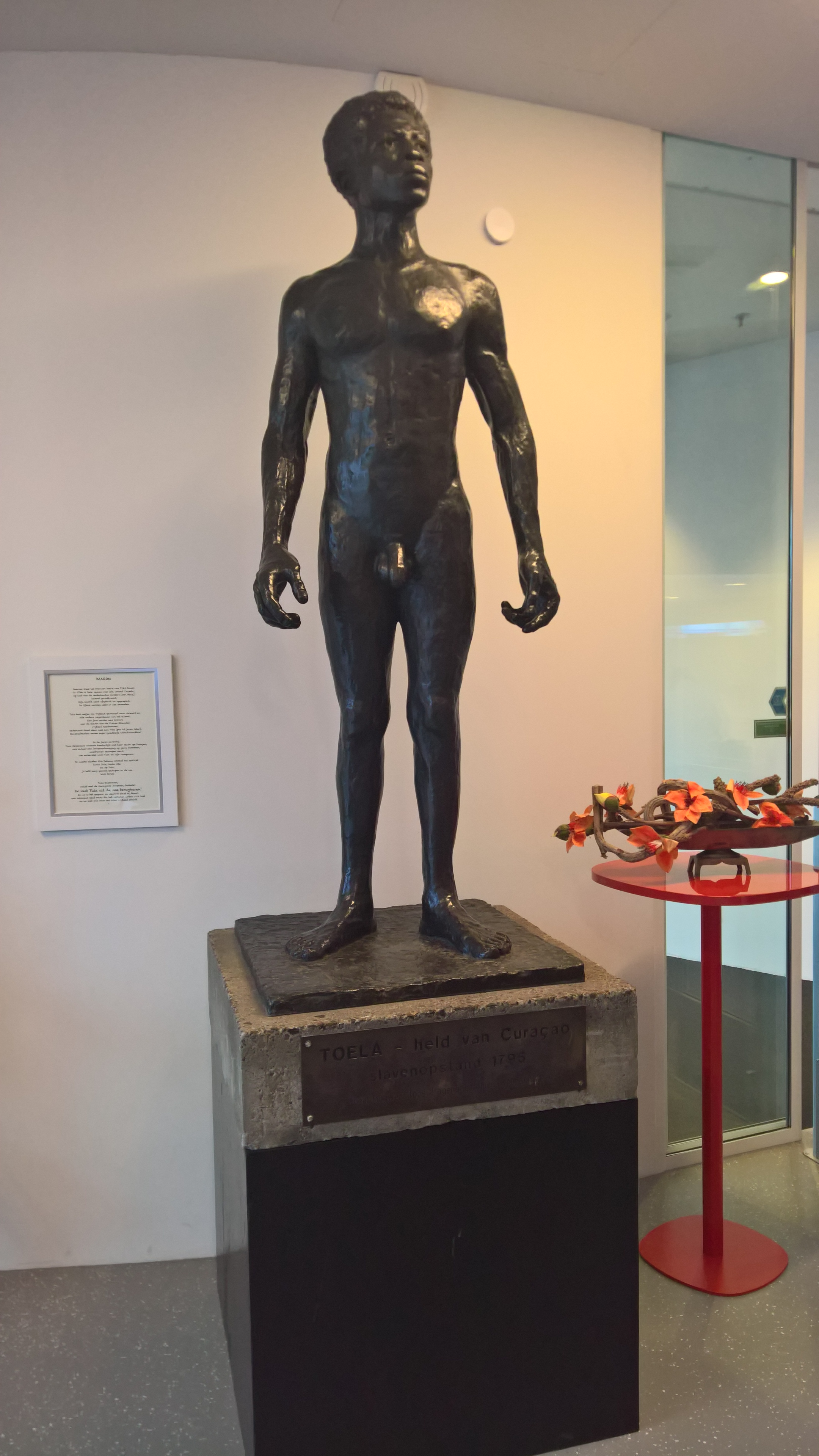
Standbeeld van Tula, Winschoten

- International Standard Name Identifier: 0000 0003 8750 7527
- Nederlandse Thesaurus van Auteursnamen: 155305654
- RKD-Nederlands Instituut voor Kunstgeschiedenis: 35257
- Virtual International Authority File: 280462644
- WorldCat: E39PBJpdRq4bWKFXBWTvhDgVG3